# Donji Podpeć
Donji Podpeć (en serbe cyrillique : Доњи Подпећ) est un village de Bosnie-Herzégovine. Il est situé dans la municipalité de Srebrenik, dans le canton de Tuzla et dans la fédération de Bosnie-et-Herzégovine. Selon les premiers résultats du recensement bosnien de 2013, il compte 823 habitants.

## Géographie
Le village est situé au bord de la rivière Tinja.

## Démographie

### Évolution historique de la population dans la localité
| 1948 | 1953 | 1961  | 1971 | 1981 | 1991 | 2013 |
| ---- | ---- | ----- | ---- | ---- | ---- | ---- |
| -    | -    | 1 498 | 566  | 491  | 994  | 823  |

|  |

### Communauté locale
En 1991, Donji Podpeć faisait partie de la communauté locale de Podpeć qui comptait 1 726 habitants, répartis de la manière suivante :